# 위증
| |
| 형법 刑法 |
| 형법학 · 범죄 · 형벌 죄형법정주의 |
| 범죄론 |
| 구성요건 · 실행행위 · 부작위범 간접정범 · 미수범 · 기수범 · 중지범 불능범 · 상당인과관계 고의 · 고의범 · 착오 과실 · 과실범 공범 · 정범 · 공동정범 공모공동정범 · 교사범 · 방조범 |
| 항변 |
| 위법성조각사유 · 위법성 · 책임 · 책임주의 책임능력 · 심신상실 · 심신미약 · 정당행위 · 정당방위 · 긴급피난 · 오상방위 · 과잉방위 · 강요된 행위                                     |
| 죄수 |
| 상상적 경합 · 연속범 · 병합죄 |
| 형벌론 |
| 사형 · 징역 · 금고 벌금 · 구류 · 과료 · 몰수 법정형 · 처단형 · 선고형 자수 · 작량감경 · 집행유예                                                                                  |
| 대인범죄 |
| 보통살인죄 · 존속살해죄 · 자살교사·방조죄 |
| 촉탁승낙살인죄 · 영아살해죄 · 낙태죄 |
| 상관살해죄 |
| 폭행죄 · 상해치사죄 · 절도죄 |
| 성범죄 · 성매매알선 · 강간죄 |
| 유괴 · 과실치사상죄 · |
| 대물범죄 |
| 손괴죄 · 방화죄 |
| 절도죄 · 강도죄 · 사기죄 |
| 사법절차 방해죄 |
| 공무집행방해죄 · 뇌물죄 |
| 위증죄 · 배임죄 |
| 미완의 범죄 |
| 시도 · 모의 · 공모 |
| 형법적 항변 |
| 자동증, 음주 & 착오 |
| 정신 이상 · 한정책임능력 |
| 강박 · 필요 |
| 도발 · 정당방위 |
| 다른 7법 영역 |
| 헌법 · 민법 · 형법 |
| 민사소송법 · 형사소송법 · 행정법 |
| 포털: 법 · 법철학 · 형사정책 |
| v • d • e • h |

위증(僞證, 영어: perjury, forswearing)는 선서를 한 후 거짓을 말하는 것을 말한다. 많은 국가에서 범죄로 분류되며 한국에서는 형법 제152조 (위증, 모해위증)에 따라 법률에 의하여 선서한 증인이 허위의 진술을 한 때에는 5년 이하의 징역 또는 1천만원 이하의 벌금에 처한다. 르윈스키 스캔들에서 미국 클린턴 대통령이 위증을 했다는 이유로 기소를 당한 바가 있다.

## 대한민국
법률에 의하여 선서(宣誓)한 증인이 허위의 공술(供述)을 하는 죄. 5년 이하의 징역이나 1,000만원 이하의 벌금에 처한다(152조 1항). 본죄의 보호법익은 국가의 심판작용이다. 이러한 작용이 현실로 침해될 필요는 없고 그러한 위험이 추상적으로 있기만 하면 되는 것이므로 본죄는 소위 '추상적 위험범'이다.

### 법률에 의한 선서의 의미
'법률에 의한 선서'는 민사·형사의 소송사건에 관한 재판에서 행하여지는 것뿐 아니라 비송사건(非訟事件)·징계사건(徵戒事件) 기타 특별법상의 사건에서 행하여지는 것도 포함한다. 위증의 벌을 경고(警告)(형소 158조. 민소 291조)하지 않은 경우에도 선서의 효력이 상실되는 것은 아니나 착오로 선서무능력자에게 선서를 하게 한 경우에는 본죄는 성립되지 않는다.

### 허위의 의미
'허위'의 의의에 관하여는 객관적 진실에 합치하느냐를 표준으로 하는 '객관설'과 증인의 주관적 기억을 표준으로 하는 '주관설'이 대립하고 있다. 판례와 통설은 '위증죄에 있어서의 위증은 법률에 의하여 적법히 선서한 증인이 자기의 기억에 반하는 사실을 진술함으로써 성립되는 것이고 설사 그 증언이 객관적 사실에 반한다고 할지라도 자기의 기억에 따라 진술한 것이면 허위의 진술이라 할 수 없고 반대로 자기의 기억에 반하는 사실을 진술하였다면 그것이 객관적 사실에 합치한다고 하여도 위증죄가 성립한다'고 말하고 있다. 그리고 이러한 위증죄가 성립하기 위하여서는 허위의 공술이 있어야 하며, 단순한 증언거부나 선서거부만으로 본죄가 되지 않는다. 일부의 사실을 묵비(默秘)함으로써 전체로서의 진술내용을 허위의 것으로 만드는 경우에는 부작위에 의한 위증죄가 성립한다. 허위의 공술이 재판의 결과에 영향을 미침을 요하지 않으며 공술사실 자체만으로써 본죄는 성립하며 공술 전에 선서한 경우에는 신문과 답변이 전부 종료한 때에, 공술 후에 선서한 경우에는 그 선서가 끝남으로써 기수(旣遂)가 된다. 형사피고인이 자기의 피고사건에 관하여 타인을 교사하여 위증하게 한 경우에는 위증교사죄는 성립한다고 본다(대법원 2004. 1. 27. 선고 2003도5114 판결 : 피고인 자신의 형사사건에 관한 위증교사죄). 형사사건 또는 징계사건에 관하여 피고인·피의자 또는 징계혐의자를 모해(謀害)할 목적으로 위증한 때에는 10년 이하의 징역으로 가중하여 처벌한다(152조 2항). 본죄를 범한 자가 그 공술한 사건의 재판 또는 징계처분이 확정되기 전에 자백 또는 자수한 때에는 그 형을 감경 또는 면제한다(153조). 법률에 의하여 선서한 감정인·통역인 또는 번역인이 허위의 감정·통역·번역을 한 때에는 위증죄의 예에 따라 처벌한다(154조).

### 판례
- 민사소송절차에서 증인이 선서 후 증인진술서에 기재된 구체적인 내용에 관하여 진술함이 없이 단지 그 증인 진술서에 기재된 내용이 사실대로라는 취지의 진술만을 한 경우, 그것이 증인 진술서에 기재된 내용 중 특정 사항을 구체적으로 진술한 것과 같이 볼 수 있는 등의 특별한 사정이 없는 한 기재된 내용에 일부 허위가 있다고 하더라도 위증죄가 성립하지 아니한다.[2]
- 증인이 증인신문절차에서 허위의 진술을 하고 그대로 증인신문절차가 종료된 후, 별도의 증인 신청 및 채택 절차를 거쳐 그 증인이 다시 신문을 받는 과정에서 종전 증인신문절차에서의 진술을 철회 시정하더라도 종전 증인신문절차에서 행한 위증죄의 성립에는 영향이 없다.[3]
- 증인이 소송사건의 같은 심급에서 변론기일을 달리하여 수차 증인으로 나가 수 개의 허위진술 을 하였더라도 최초에 한 선서의 효력을 유지시킨 후 증언하였다면 1개의 위증죄가 성립한다.[4]
- 민사소송의 당사자인 법인의 대표자가 선서하고 증언한 경우, 위증죄의 주체가 될 수 없다.[5]
- 증인의 증언은 그 전부를 일체로 관찰․판단하는 것이므로 선서한 증인이 일단 기억에 반하는 허위의 진술을 하였더라도 그 신문이 끝나기 전에 그 진술을 철회․시정한 경우 위증이 되지 아니한다.[6]
- 허위의 진술이란 그 객관적 사실이 허위라는 것이 아니라 스스로 체험한 사실을 기억에 반하여 진술하는 것을 뜻하고, 법률에 의하여 선서한 증인의 진술이 경험한 객관적 사실 에 대한 증인 나름의 법률적․주관적 평가나 의견을 부연한 부분에 다소의 오류나 모순 이 있더라도 위증죄가 성립하는 것은 아니다.[7]
- 하나의 사건에 관하여 한 번 선서한 증인이 같은 기일에 수개의 사실에 관하여 기억에 반하는 허위의 진술을 한 경우 한 개의 위증죄가 성립한다.[8]
- 피고인이 甲을 모해할 목적으로 乙에게 위증을 교사한 이상, 가사 정범인 乙에게 모해의 목적이 없었다고 하더라도, 형법 제33조 단서의 규정에의하여 피고인을 모해위증교사죄로 처단할 수 있다.[9]
- 증언 당시 판사의 신문취지를 오해 내지 착각하고 진술한 것이라면 위증의 고의가 있었다고 보기 어렵다.[10]
- 헌법 제12조 제2항에 정한 불이익 진술의 강요금지 원칙을 구체화한 자기부죄거부특권에 관한 것이거나 기타 증언거부사유가 있음에도 증인이 증언거부권을 고지받지 못함으로 인하여 그 증언거부권을 행사하는 데 사실상 장애가 초래되었다고 볼 수 있는 경우에는 증언거부권자가 위증을 하였을지라도 위증죄가 성립하지 않는다.[11]
- 위증죄와 형사소송법의 취지, 정신과 기능을 고려하여 볼 때, 형법 제152조 제1항에서 정한 ‘법률에 의하여 선서한 증인’이라 함은 ‘법률에 근거하여 법률이 정한 절차에 따라 유효한 선서를 한 증인’이라는 의미이고, 그 증인신문은 법률이 정한 절차 조항을 준수하여 적법하게 이루어진 경우여야 한다고 볼 것이다.[12]
- 증인이 기억에 반하는 진술을 한 경우에는 그 진술내용이 진실과 일치하는 때에도 위증죄가 성립한다.[13]
- 고의 고의로 신고내용이 허위라고 믿고 신고하였으나 우연히 그 신고내용이 객관적 진실에 부합하는 경우, 무고죄가 성립하지 않는다.[14]
- 위증죄의 의의 및 보호법익, 형사소송법에 규정된 증인신문절차의 내용, 증언거부권의 취지 등을 종합적으로 살펴보면, 증인신문절차에서 법률에 규정된 증인 보호를 위한 규정이 지켜진 것으로 인정되지 않은 경우에는 증인이 허위의 진술을 하였다고 하더라도 위증죄의 구성요건인 “법률에 의하여 선서한 증인”에 해당하지 아니한다고 보아 이를 위증죄로 처벌할 수 없는 것이 원칙이다. 다만, 법률에 규정된 증인 보호 절차라 하더라도 개별 보호절차 규정들의 내용과 취지가 같지 아니하고, 당해 신문 과정에서 지키지 못한 절차 규정과 그 경위 및 위반의 정도 등 제반 사정이 개별 사건마다 각기 상이하므로, 이러한 사정을 전체적·종합적으로 고려하여 볼 때, 당해 사건에서 증인 보호에 사실상 장애가 초래되었다고 볼 수 없는 경우에까지 예외 없이 위증죄의 성립을 부정할 것은 아니라고 할 것이다.[15]
- 자신의 강도상해 범행을 일관되게 부인하였으나 유죄판결이 확정된 피고인이 별건으로 기소된 공범의 형사사건에서 자신의 범행사실을 부인하는 증언을 한 사안에서, 피고인에게 사실대로 진술할 것이라는 기대가능성이 있으므로 위증죄가 성립한다[16]
- 증인신문절차에서 법률에 규정된 증인 보호를 위한 규정이 지켜진 것으로 인정되지 않은 경우라도, 당해 사건에서 증인보호에 사실상 장애가 초래되었다고 볼 수 없는 경우에 까지 예외없이 위증죄의 성립이 부정되는 것은 아니다.[17]
- 자기부죄거부특권에 관한 것이거나 기타 증언거부사유가 있음에도 증인이 증언거부권을 고지받지 못함으로 인하여 그 증언거부권을 행사하는 데 사실상 장애가 초래되었다고 볼 수 있는 경우에는 위증죄의 성립을 부정하여야 할 것이다.[18]
- 소송절차가 분리되지 않은 이상 위 종업원은 증인적격이 없어 위증죄가 성립하지 않는다.[19]
- 형법 제156조 무고죄는 국가의 형사사법권 또는 징계권의 적정한 행사를 주된 보호법익으로 하는 죄이나, 스스로 본인을 무고하는 자기무고는 무고죄의 구성요건에 해당하지 아니하여 무고죄를 구성하지 않는다. 그러나 피무고자의 교사, 방조하에 제3자가 피무고자에 대한 허위의 사실을 신고한 경우에는 제3자의 행위는 무고죄의 구성요건에 해당하여 무고죄를 구성하므로, 제3자를 교사, 방조한 피무고자도 교사, 방조범으로서의 죄책을 부담한다.[20]
- 증언의 전체 취지에 비추어 원고대리인 신문시에 한 증언을 피고 대리인과 재판장 신문시에 취소 시정한 것으로 보인다면 앞의 증언 부분만 따로 떼어 위증이라고 보는 것은 위법하다.[21]
- 진술의 내용은 반드시 요증사실에 대한 것으로서 판결에 영향을 미칠 수 있는 것임을 요하지 아니한다[22].
- 증인의 증언이 기억에 반하는 허위진술인지 여부는 그 증언의 단편적인 구절에 구애될 것이 아니라 당해 신문절차에 있어서의 증언 전체를 일체로 파악하여 판단한다[23].
- 증인의 진술이 객관적 사실과 부합하지 아니하는 경우 그것만으로 위증죄가 되는 것은 아니다[24].
- 제3자가 심문절차로 진행되는 소송비용확정신청사건이나 가처분신청사건에서 증인으로 출석하여 선서를 하고 진술함에 있어서 허위의 공술을 하였다고 하더라도 그 선서는 법률상 근거가 없어 무효라고 할 것이므로 위증죄는 성립하지 않는다[25].
- 하나의 사건에 관하여 한 번 선서한 증인이 같은 기일에 여러 가지 사실에 관하여 기억에 반하는 허위의 진술을 한 경우 각 진술마다 수 개의 위증죄를 구성하는 것이 아니다[26].
- 자신의 강도상해 범행을 일관되게 부인하였으나 유죄판결이 확정된 피고인이 별건으로 기소된 공범의 형사사건에서 자신의 범행사실을 부인하는 증언을 한 사안에서, 피고인에게 사실대로 진술할 기대가능성이 있으므로 위증죄가 성립한다.[27]

## 사법방해죄
한국에서는 수사기관이나 일반 행정관청에서의 선서없는 위증은 처벌하지 않는다. 민사소송에서도 각종 준비서면이나 진술서에서의 거짓말을, 선서가 없다고 하여 아무런 형사처벌을 하지 않는다. 그러나 미국에서는 모두 사법방해죄로 처벌한다.

## 같이 보기
- 증언거부권
- 청문회
- 위증교사
- 대한민국 형법 제152조 위증죄